# Après la pluie, le beau temps (film, 2003)
Cet article concerne le film de Nathalie Schmidt. Pour le film de Cecil B. DeMille, voir Après la pluie, le beau temps.
Pour les articles homonymes, voir Après la pluie, le beau temps (homonymie).
Pour plus de détails, voir Fiche technique et Distribution.
Après la pluie, le beau temps est un film français réalisé par Nathalie Schmidt et sorti en 2003.

## Fiche technique
- Titre : Après la pluie, le beau temps
- Réalisation : Nathalie Schmidt
- Scénario : Thierry Derocles et Nathalie Schmidt
- Musique : Franck Gervais, Krishna Levy et Nathalie Schmidt
- Photographie : Christophe Paturange
- Montage : Nathalie Langlade
- Production : Paulo Branco
- Sociétés de production : Ahora Films et Gémini Films
- Société de distribution : Le Petit Bureau (France)
- Pays de production:  France
- Genre : comédie dramatique
- Durée : 92 minutes
- Date de sortie : France - 9 juillet 2003

## Distribution
- Julie Gayet : Rose Bonbon
- Marc Barbé : Roger
- Clovis Cornillac : Dubel
- Tom Novembre : Chris
- Philippe Bizari : William
- Valeria Cavalli : Pamela
- Salvatore Ingoglia : Jeff
- Faouzi Saichi : Le bossu
- Gérard Rinaldi : José Bretelle
- Manuel Le Lièvre : Le policier
- Céline Milliat-Baumgartner : Sandrine
- Isabelle Petit-Jacques : Thérèse